# Ultron
Ultron je izmišljena osebnost in stripovski superzlobnež, ki se pojavlja v stripih ameriške založbe Marvel. Ustvarila sta ga risarja Roy Thomas in John Buscema, prvič pa se je pojavil kot neimenovani lik v stripu The Avengers #54 (julij 1968). Je samozavedna umetna inteligenca v telesu robota, ki razvije kompleks boga in zamero do svojega stvaritelja Hanka Pyma. Njegov začetni cilj je bil uničiti človeštvo v poskusu ustvarjanja svetovnega miru, zaradi česar ga je to pripeljalo v konflikt z Maščevalci. Zgodbe se pogosto končajo z Ultronovim uničenjem, a le za nove ponovitve robota, ki so sestavljene iz različnih moralnih načel, vključno s superjunakom Ultronom-12 (Mark Twelve).
Ultron se je pojavil v filmu Maščevalci: Ultronova doba, kjer ga je upodobil igralec James Spader.